# Conquête de la Tunisie par la France
Ne doit pas être confondu avec Campagne de Tunisie de 1942-1943.
Guerres coloniales françaises
La conquête de la Tunisie par la France, également appelée campagne de Tunisie, a lieu en 1881, lorsque les troupes françaises pénètrent le territoire de la régence de Tunis, alors sous domination de l'Empire ottoman et source de nombreuses intrigues entre puissances européennes. Le sultan Abdülhamid II se doit d’abandonner ce territoire lointain de la Sublime Porte.
Elle se déroule en deux phases, la première, du 24 avril au 29 mai, de l'invasion jusqu'à la signature du traité du Bardo, et la seconde, du 17 juin jusqu'à la fin décembre, avec la répression d'une rébellion.
Le protectorat, instauré à la fin des combats et de la répression des révoltes, s'achève en 1956 avec l'indépendance de la Tunisie.

## Contexte

### Premiers contacts
La régence de Tunis est une province de l'Empire ottoman, depuis la conquête de Tunis en 1574, bien qu'elle dispose d'une importante autonomie sous l'autorité d'un bey. En 1770, le comte de Broves, capitaine de vaisseau, agissant pour le compte de Louis XV, commande une flotte qui va bombarder les villes de Bizerte, Porto Farina et Monastir pour venger des actes de piraterie. Au XIXe siècle, les contacts commerciaux tunisiens avec l'Europe sont nombreux ; une population d'expatriés français, italiens et britanniques vit dans le pays et y est représentée par des consuls. Le gouvernement tunisien est toutefois faible, avec un système fiscal inefficace qui lui rapporte seulement un cinquième des taxes prélevées. L'économie est également affectée par une série de sécheresses et l'élimination de la course par les flottes occidentales. Enfin, les Tunisiens ont peu de maîtrise sur leur commerce extérieur puisque des accords datant du XVIe siècle conclus avec les puissances européennes limitent les droits de douane à 3 %. Par conséquent, sa petite industrie est dévastée par les importations, notamment dans le secteur du textile.

### Compétition coloniale

#### Ruine de la Tunisie (1857-1869)
La conquête de l'Algérie achevée par la soumission de la Grande Kabylie en 1857, il paraît légitime à l'armée française en Algérie de continuer à avancer en franchissant la frontière séparant la régence de Tunis de celle d'Alger. Mais le Second Empire français se heurte à la farouche opposition du Royaume-Uni de Grande-Bretagne et d'Irlande qui craint qu'une occupation française de Bizerte lui coupe l'accès à la Méditerranée orientale.
Elle patiente donc en utilisant l'arme économique pour obtenir une position prépondérante en Tunisie. Ainsi, le 29 octobre 1859, la France obtient le monopole de la construction des lignes télégraphiques. Ces travaux permettent l'établissement de cartes précises qui seront utilisées lors de l'invasion. La création de nombreux bureaux télégraphiques permet aussi d'avoir des agents de renseignements en de multiples points de la régence.
Mais la ruine de la Tunisie a déjà commencé : les dépenses somptuaires des beys successifs (Porto Farina et Mohamedia) et les détournements du grand vizir Mustapha Khaznadar entraînent les finances tunisiennes dans l'abîme. Khaznadar persuade Sadok Bey d'emprunter des millions à des banquiers parisiens. Ces prêts n'ont pour seul avantage que de grossir sa fortune. En 1863, on emprunte 35 millions de francs à la maison Erlanger dont seuls cinq millions parviennent dans les caisses de l'État.
En 1864, pour combler le déficit, on double l'impôt par habitant (mejba), conduisant le pays à se soulever. Mais la répression est féroce et on confisque à tour de bras. Seul un faible pourcentage des sommes et des biens confisqués parviennent à Tunis. Sadok Bey doit donc à nouveau emprunter 25 millions de francs en 1865.
Malgré cela, le pays s'enfonce dans la misère. En 1867, après deux années de faibles récoltes, le pays est ravagé par la famine et la régence est en faillite.

#### Création de la commission financière internationale (1869)
Incapable de rembourser ses créanciers, Sadok Bey accepte le 5 juillet 1869 la création d'une commission financière internationale chargée de gérer les finances de la régence. Son comité exécutif est composé de deux Tunisiens et d'un Français. Le comité de contrôle comprend deux Italiens, deux Anglais et deux Français. La régence de Tunis n'est déjà plus souveraine chez elle.

#### Luttes d'influence entre Français, Anglais, Turcs et Italiens (1869-1878)
En 1870, la France est affaiblie par la défaite face à la Prusse et l'occupation qui s'ensuit jusqu'en 1873. Le royaume d'Italie tente d'en profiter en mars 1871 pour imposer sa prépondérance en envoyant sa flotte investir Tunis. Britanniques et Ottomans viennent en appui des Français pour faire reculer les Italiens. Constantinople en profite pour réaffirmer sa suzeraineté sur la régence de Tunis par un firman reçu à Tunis à la fin de l'année 1871. L'Empire britannique en profite aussi pour obtenir la concession de la construction d'un chemin de fer entre Tunis et La Goulette, le futur TGM.
La situation du pays semble s'améliorer lorsque Mustapha Khaznadar est enfin destitué le 21 octobre 1873 au profit du général Kheireddine. Ce dernier, en homme d'État, redresse l'organisation administrative du pays. Mais sa destitution le 21 juillet 1877 ruine tout le travail accompli.
La Troisième République française en a profité pour retrouver une part de son influence. Le 18 mai 1876, elle obtient la concession de la construction d'une ligne de chemin de fer entre Tunis et l'Algérie. Les travaux commencent tout de suite pour se terminer en 1881. En 1880, elle obtient également les concessions des chemins de fer de Tunis à Bizerte et à Sousse ainsi que la concession du port de Tunis.

#### Congrès de Berlin (1878)
En juillet 1878, le Congrès de Berlin réunit toutes les grandes puissances européennes. On doit y discuter des conséquences des guerres dans l'Empire ottoman. L'une des conséquences est l'occupation de Chypre par les Anglais. En échange, ceux-ci lèvent leur veto à l'occupation de la Tunisie par la France. Les Allemands font savoir qu'ils y sont tout à fait favorables considérant qu'elle peut détourner l'opinion française du souvenir de 1870-1871. Seuls les Italiens y sont opposés mais leur avis n'est pas pris en compte.
Fort de ces bonnes nouvelles, dès la fin du congrès, le gouvernement envisage l'imposition du protectorat à la régence de Tunis. Mais conscient que cela ne peut se faire qu'en utilisant la force militaire, le projet est provisoirement abandonné.

#### Luttes d'influence entre Français et Italiens (1878-1881)
Devant l'inaction des Français, les Italiens reprennent espoir. Le 7 juillet 1880, ils rachètent au quadruple de sa valeur le TGM que les Anglais avaient construit. Ils remettent ainsi en cause le monopole que les Français détiennent sur les lignes de chemin de fer. Cette offre n'a pu être faite que parce que le gouvernement italien apporte sa garantie au montage financier. Jules Ferry déclare par la suite que c'est cette affaire qui est à l'origine de l'intervention française en Tunisie,.

#### Remplacement de Sadok Bey par Kheireddine
Le 28 janvier 1881, Charles-Joseph Tissot, alors ambassadeur de France à Constantinople, alerte le ministre français des Affaires étrangères que le sultan Abdülhamid II envisage de remplacer Sadok Bey par Kheireddine Pacha. L'information est confirmée par le contre-amiral Germain Albert Roustan, frère du consul de France à Tunis, Théodore Roustan. Il affirme avoir eu un long entretien avec l'ancien grand vizir le 14 février, lors duquel celui-ci lui aurait révélé être candidat au remplacement du monarque si le gouvernement français y était favorable. Cette option est vigoureusement écartée. La nomination d'un délégué ottoman à la tête de la régence mettrait fin au statu quo toléré par les différentes puissances et renforcerait l'influence ottomane dans le pays. Le cuirassé Friedland est aussitôt envoyé au large des côtes tunisiennes pour intercepter toute tentative de Kheireddine de rejoindre la régence.
Deux mois plus tard, l'imminence de l'entrée de l'armée française en Tunisie convainc le sultan que le remplacement de Sadok Bey par Kheireddine est le seul moyen de conserver le pays sous domination ottomane. Le 26 avril, l'envoi de l'ancien grand vizir à Tunis est envisagé au conseil des ministres ottoman. Mis au courant, Tissot prévient le ministre des Affaires étrangères Assim Pacha que tout envoi de navire serait considéré comme un acte d'hostilité. L'option Kheireddine est alors définitivement abandonnée.

## Première expédition

### Décision de l'intervention
Début janvier 1881, Jules Ferry, alors président du Conseil hésite encore. Lorsque son ministre des Affaires étrangères le presse d'intervenir en Tunisie, il lui rétorque : « Une expédition à Tunis dans une année d'élections, mon cher Saint-Hilaire, vous n'y pensez pas ! ». Les partisans de l'intervention comprennent qu'il faut persuader Léon Gambetta, alors président de la Chambre des députés. C'est chose faite le 23 mars lorsque le baron de Courcel lui explique longuement les avantages d'une telle conquête. Gambetta convaincu, les hésitations de Ferry disparaissent. Il ne reste plus qu'à attendre l'occasion favorable.
Vers la fin février, à la suite de nombreux différends entre deux tribus, les Ouled Nahd algériens attaquent le campement des Kroumirs tunisiens. Cinq Algériens et trois Tunisiens sont tués. Pour éviter l'escalade, le caïd de Béja et les autorités militaires en Algérie tentent de négocier une résolution du conflit par le paiement d'indemnités comme cela s'est toujours fait dans des cas similaires. La négociation échoue et, pour venger leurs morts, les 30 et 31 mars, 400 à 500 membres de la tribu nomade des Kroumirs attaquent à deux reprises la tribu des Ouled Nahed en territoire algérien mais se voient repoussés par les troupes françaises ; les combats font six morts parmi les soldats. Au même moment, les tribus tunisiennes frontalières se soulèvent, encouragées par une rumeur affirmant que le bey de Tunis revendique des territoires en terre algérienne. C'en est trop pour le gouvernement français qui ne peut supporter une telle insécurité à sa frontière.
Le 7 avril, Jules Ferry obtient du Parlement, par 474 voix sur 476 votants, un crédit de 5,7 millions de francs pour rétablir l'ordre à la frontière algéro-tunisienne. Un corps expéditionnaire de 24 000 hommes placé sous le commandement du général Léonard-Léopold Forgemol de Bostquénard est alors réuni à la frontière pour punir les tribus kroumirs. Il est décidé d'attaquer la Kroumirie de trois côtés à la fois, par le Nord, l'Ouest et le Sud.

### Attaque côté nord: prise de Tabarka
Le 25 avril, le fort de l'île de Tabarka est bombardé et presque détruit par la frégate cuirassée La Surveillante de la Classe Flandre. Les soldats tunisiens abandonnent le fort qui est occupé par 1 300 soldats français.
Le lendemain, le débarquement a lieu : le deuxième fort de Tabarka – Bordj Jedid – est aussi pris. Tous les gourbis sont incendiés malgré les quelques coups de feu tirés par les Kroumirs. Des coups de canon revolver tirés sur les quelques Tunisiens qui ne se sont pas enfuis achèvent de libérer le terrain.
Le 27 avril le débarquement des navires et des munitions est achevé. La Surveillante ayant débarqué 450 hommes, quelques chevaux et une batterie d'artillerie de montagne.

### Attaque côté sud: division Logerot
Le 24 avril, les 5 000 hommes du général François Auguste Logerot passent la frontière à Sakiet Sidi Youssef. Le 26 avril, ils viennent mettre le siège devant Le Kef. Si Rechid, le gouverneur de la ville, veut résister car les tribus lui ont promis leurs secours. L'armée beylicale du prince Ali Bey n'est qu'à quelques dizaines de kilomètres mais la ville ne reçoit aucun des secours promis et les canons hors d'usage ne sont d'aucune utilité pour défendre la ville. À 11 heures du matin, il fait donc ouvrir les portes de la citadelle.
Le 27 avril, Logerot quitte Le Kef, passe sans incidents par Nebeur et occupe Souk El Arba le 29 avril. C'est là qu'il reçoit Ali Bey qui campe à peu de distance avec l'armée beylicale. Il lui ordonne de repartir pour Tunis, ce qu'il fait.
Le 30 avril, les premiers combats ont lieu près de la gare de Ben Bechir. L'artillerie française fait la différence et laisse 150 morts sur le terrain. La colonne Logerot repart alors vers Fernana qu'ils atteignent le 6 mai pour appuyer la division du général Delebecque.

### Attaque côté ouest: division Delebecque
À l'ouest, la division Delebecque, composée des brigades Vincendon, Galland et Ritter, est chargée d'attaquer le massif montagneux occupé par les Kroumirs. Face à des Tunisiens qui pratiquent la guérilla, les combats sont très durs. Le 5 mai, les trois brigades font leur jonction à El Mana. Le 8 mai, le marabout de Sidi Abdallah, lieu saint des tribus locales et réputé imprenable, est atteint. Le 13 mai, Beni M'Tir est occupé. Les tribus sont dispersées en petits groupes qui continuent à se battre. Les derniers combats ont lieu le 26 mai dans les dunes près du cap Negro.

### Signature du traité du Bardo

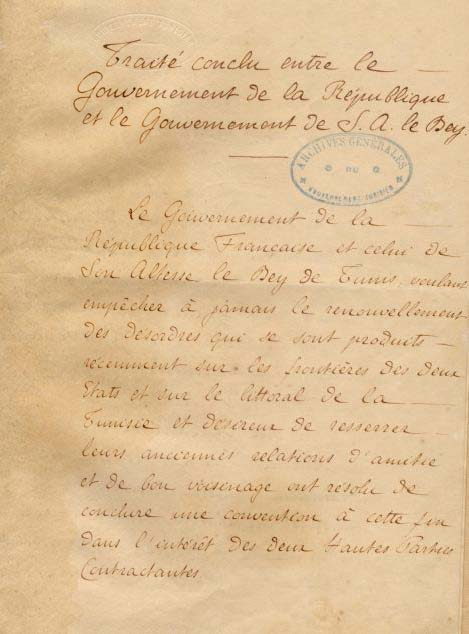
Première page du traité du Bardo.

Dès que la nouvelle de la reddition du Kef parvient à Paris, ordre est donné au commandant du cuirassé La Galissonnière d'appareiller pour Bizerte en emmenant avec lui la canonnière Le Léopard et les cuirassés La Surveillante et Alma. Le 1er mai, les quatre navires arrivent devant Bizerte qui n'oppose aucune résistance au débarquement des troupes françaises.
Le 2 mai, le général Jules Aimé Bréart arrive de Toulon et prend le commandement des troupes françaises. Le 8 mai, il quitte Bizerte pour Tunis à la tête d'une colonne de 6 000 hommes. Il passe par Gournata, Zhana, Sidi Thabet et arrive à Djedeida le 11 mai. Le 12 mai, il campe à La Manouba, non loin du palais du Bardo.
Il a en sa possession le texte d'un traité établissant un protectorat. Le 12 mai, Bréart et le consul général Théodore Roustan, accompagnés par un escadron armé, présentent au bey de Tunis, résidant au palais de Ksar Saïd, les clauses du traité. Surpris, Sadok Bey demande quelques heures de réflexion et rassemble immédiatement son cabinet : le grand vizir Mustapha Ben Ismaïl, le ministre-conseiller Mohammed Khaznadar, le ministre de la Guerre Ahmed Zarrouk, le conseiller au ministère des Affaires étrangères Mohamed Baccouche, le président de la municipalité Mohamed Larbi Zarrouk et le ministre de la Plume Mohammed Aziz Bouattour. Seul Mohamed Larbi Zarrouk tente de dissuader le bey mais l'armée beylicale est inexistante et le frère du bey, Taïeb, est prêt à signer pour prendre sa place. À 19 heures, le traité du Bardo est signé par Sadok Bey, Ben Ismaïl, Bréart et Roustan. La France est appelée à contrôler la sécurité et la politique étrangère du pays « jusqu'à ce que les autorités militaires française et tunisienne auront reconnu, d'un commun accord, que l'administration locale est en état de garantir le maintien de l'ordre ».
Cependant, le bey prie Bréart de ne pas faire entrer ses troupes dans Tunis de peur des troubles qui pourraient s'ensuivre, la ville étant sous le coup d'une profonde émotion après les événements qui viennent de se produire. Bréart fait part de ce désir au gouvernement français qui donne l'ordre de ne pas occuper la ville immédiatement. Le 15 mai, il se rend avec une faible escorte à la maison de France à Tunis où il est reçu par Roustan qui vient d'être nommé résident général de France et ministre plénipotentiaire par son gouvernement. De retour à La Manouba, il passe en revue les troupes campées aux abords de la localité, et ce au milieu d'une foule d'Européens venus accueillir les nouveaux conquérants.
Le traité du Bardo est ratifié le 24 mai par la Chambre des députés française par 430 voix contre une et 89 abstentions.

## Deuxième expédition
À partir de juillet 1881, le général Saussier prend le commandement en chef du second corps expéditionnaire.

### Avant le soulèvement
Les crédits avaient été votés pour une simple expédition punitive. C'est pourquoi, dès la fin des combats, il est décidé de rapatrier en France le corps expéditionnaire. Seuls 15 000 hommes sont laissés sur place pour tenir le pays. Ces forces sont réparties en huit points, tous situés dans le nord du pays : La Manouba, Bizerte, Mateur, Aïn Draham, Fernana, Tabarka, Ghardimaou et Le Kef.
Cependant, le pays commence à bouger : les achats d'armes se multiplient, tout comme les pillages. Des réunions enflammées se tiennent sur les souks hebdomadaires. Les caïds n'osent plus rejoindre leurs postes et se réfugient dans les villes. Beaucoup de soldats de l'armée beylicale désertent, humiliés de n'avoir pu défendre leur pays. Bientôt le sud et le nord du pays se soulèvent.

### Insurrection dans le Sud

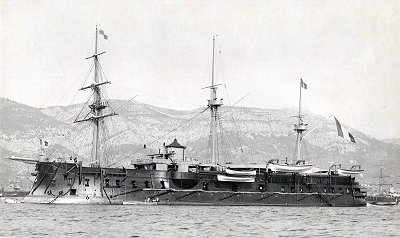
Cuirassé Colbert qui prend part à l'invasion de la Tunisie.

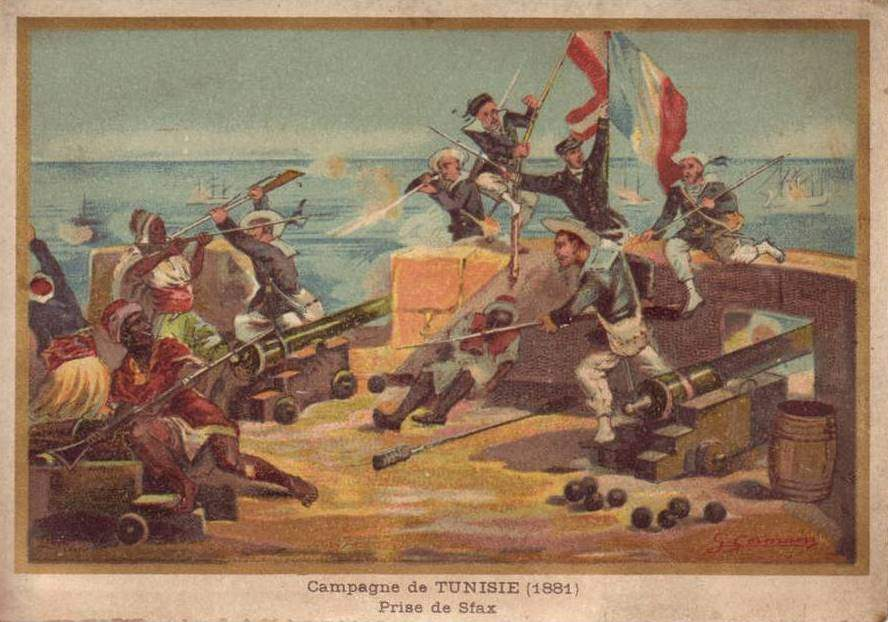
Représentation de la prise de Sfax par Édouard Detaille.

Le 27 juin, la ville de Sfax se soulève : les Européens évacuent la ville en catastrophe pour se réfugier sur la canonnière Le Chacal arrivée la veille pour vérifier la situation dans la ville. Pendant que les notables de la ville tentent de raisonner les habitants, le caïd des Neffat, Ali Ben Khalifa, prend la tête de l'insurrection, tout en restant en dehors de la ville. De nombreux navires de combat arrivent peu à peu devant la ville pour mater la révolte : l'escadre de la Méditerranée, sous les ordres du vice-amiral Henri Garnault, composée des navires Colbert, Revanche, Friedland, Trident, La Surveillante et Marengo ; la division de l'escadre du Levant, sous les ordres du contre-amiral Alfred Conrad, composée de La Galissonnière et des cuirassés Reine Blanche et Alma, les transports Sarthe et L'Intrépide et les canonnières Hyène, Chacal et Le Léopard. La ville est bombardée pendant plusieurs jours.
Le 16 juillet, à 6 heures, 1 200 fusiliers marins débarquent sur la plage de Sfax et prennent d'assaut les ruines des fortifications derrière lesquelles se sont retranchés les défenseurs tunisiens. Plus de 2 000 soldats français débarquent en renfort par la suite. Après quatre heures de combats acharnés dans les rues de Sfax, le drapeau français est amené sur la kasbah. À 11 heures, la totalité de la ville est sous le contrôle des soldats. Le bilan des victimes chez les Français est de quarante morts et de 106 blessés. On estime le nombre de morts tunisiens entre 600 et 800.
Le 24 juillet, l'escadre du Levant arrive devant Gabès qui a rejoint l'insurrection. La ville est bombardée et les fusiliers marins débarquent. En trop faible nombre pour tenir la zone conquise, ils doivent rembarquer. Les derniers combats cessent le 30 juillet.

### Insurrection dans le Nord

#### Soulèvement en août
La nouvelle du soulèvement de Sfax est le signal pour tous ceux qui veulent se révolter contre l'intervention française.
Début août, la ville de Kairouan est investie par la tribu des Jlass qui en prennent le contrôle.
Le 15 août, toutes les principales tribus se retrouvent à Sbeïtla pour organiser une action commune mais c'est un échec. Chaque tribu refuse de quitter son territoire de peur d'être pillée en son absence par les tribus voisines. On convient seulement de razzier les tribus qui ne se sont pas ralliées à l'insurrection et de détruire la ligne télégraphique entre Tunis et l'Algérie.
Les forces françaises sont insuffisantes pour rétablir l'ordre dans le pays. Les 15 000 hommes du corps d'occupation sont rejoints par 8 000 soldats en renfort. Tout renfort supplémentaire est impossible, la Chambre des députés, seule habilitée à voter l'envoi de troupes supplémentaires, étant en congé pour cause d'élections.

#### Bataille d'El Arbaïn
Le 23 août, une colonne de soldats sous le commandement du colonel Corréard quitte Hammam Lif à destination de Hammamet. Le 26 août à 5 h du matin, le camp est attaqué à Bir Hfaïdh par 2 000 cavaliers et 4 000 fantassins des tribus Jlass, Souassi et Ouled Saïd. Au bout de sept heures de combat, les militaires réussissent à repousser les assaillants qui laissent seize morts sur le terrain. La vigueur de l'offensive persuade Corréard de retourner à Hammam Lif. Mais, dans la nuit du 28 au 29 août, le camp est à nouveau attaqué à El Arbaïn par les insurgés qui réussissent à s'infiltrer au cœur des défenses françaises. Les combats durent toute la nuit. Au lever du jour, la colonne repart pour Hammam Lif qu'elle atteint le 30 août après avoir encore combattu pendant quatre heures entre Turki et Grombalia. Les résistants ont perdu plus de cinquante hommes, dont un porte-drapeau et un chef : Sassi Souilem. Chez les Français, trente soldats, dont un officier, sont morts.

#### Insurrection d'Ali Ben Ammar
Leader de la tribu des Ouled Ayar près de Makthar, Ali Ben Ammar est en prison lors de la première expédition. Il soudoie ses geôliers pour être libéré et rejoint sa tribu début août. Son charisme et son autorité lui permettent de réunir autour de lui jusqu'à 5 000 combattants venus de toutes les tribus.
Il décide alors d'isoler la garnison française du Kef en envoyant un contingent de 1 600 hommes couper la route entre Tunis et Le Kef. Dans le même temps, il assiège l'armée tunisienne, commandée par Ali Bey, qui campe à Testour pour garder la voie ferrée. Il espère ainsi rallier à sa cause les soldats tunisiens dont beaucoup sont tentés par la désertion pour rejoindre l'insurrection. Mais ses attaques des 26 et 27 septembre sont repoussées. Il décide alors de s'en prendre au chemin de fer.

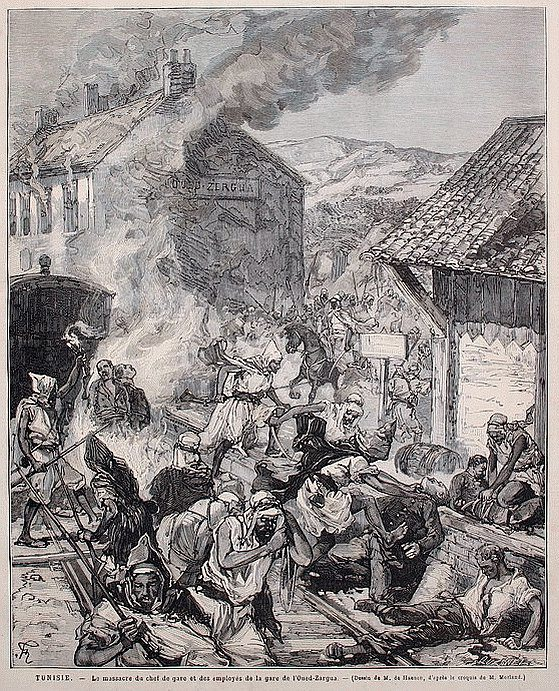
Massacre du chef de gare et des employés de la gare d'Oued Zarga.

Le 30 septembre, la gare d'Oued Zarga est attaquée par les insurgés. Neuf employés européens sont massacrés : un Maltais, six Italiens et deux Français. La ligne est coupée et les renforts militaires sont assiégés lorsque le train qui les amène déraille. Ils doivent évacuer à pied. Il faut plusieurs jours pour reprendre possession de la voie ferrée.
Le 7 octobre, après plusieurs assauts infructueux, les troupes de Ben Ammar sont mises en échec par l'armée d'Ali Bey qui contre-attaque, appuyée par un détachement de soldats français. Le camp de Ben Ammar est incendié et ses troupes se dispersent.
Le 20 octobre, une colonne militaire partie du Kef et commandée par le colonel La Roque affronte les combattants de Ben Ammar dans le défilé du Khanguet El Gdim, à 18 kilomètres du Kef. Les Tunisiens sont battus et laissent plusieurs dizaines de morts sur le terrain.
Les 21 et 22 octobre, les deux armées se retrouvent face à face à Bordj Messaoudi. La défaite est à nouveau écrasante : on dénombre 200 morts tunisiens.
Le 20 novembre, trois colonnes militaires (La Roque, D'Aubigny et Philebert) convergent vers le territoire des Ouled Ayar. Ben Ammar parvient à fuir jusqu'en Tripolitaine. Les membres de sa tribu qui sont restés sur place voient leurs biens razziés et leurs combattants exécutés. L'insurrection dans le Nord est dès lors définitivement matée.

#### Occupation de Tunis
Le massacre de la gare d'Oued Zarga affole les populations européennes. Pour les rassurer, il est décidé d'occuper Tunis. Les 6 et 7 octobre, le général François Auguste Logerot fait occuper la colline du Belvédère à Tunis, où il installe une batterie d'artillerie qui tient la ville sous ses canons. Il fait occuper également les forts de Sidi Belhassen (Borj Ali Raïs), commandant l'entrée sud de Tunis, et de La Rabta, situé entre Tunis et Le Bardo. Le 10 octobre, un bataillon d'infanterie installe son camp sur l'avenue de la Marine et à proximité de la résidence générale de France, tandis que la kasbah, principale forteresse turque et caserne de Tunis, est occupée par deux bataillons d'infanterie et qu'une batterie d'artillerie pénètre dans la citadelle par les portes occidentales donnant sur la sebkha Séjoumi. Le drapeau français est alors hissé sur la kasbah, symbole du pouvoir militaire.

#### Prise de Kairouan

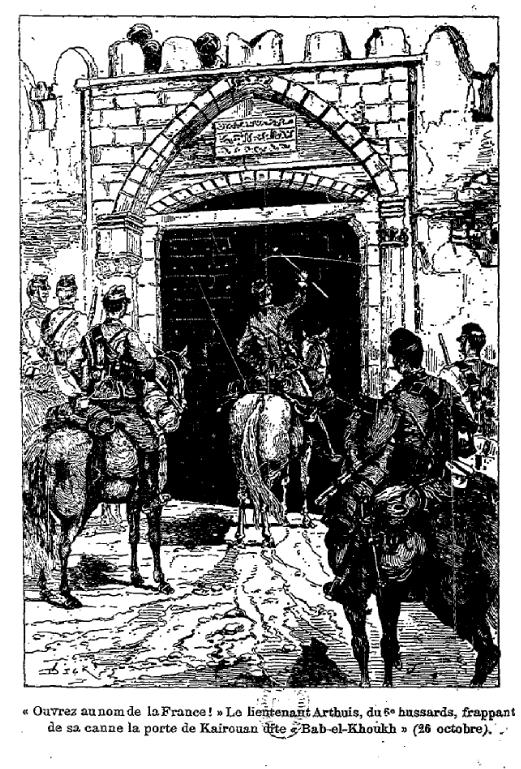
Lieutenant Arthuis du 6e régiment de hussards frappant à la porte de Kairouan le 26 octobre.

Pour baisser le moral des insurgés, il est décidé d'investir Kairouan, la ville sainte. Les Français décident de l'attaquer de trois côtés : la colonne Forgemol, composée de 8 000 soldats partis de Tébessa en Algérie, traverse la Tunisie pour attaquer la ville par l'ouest ; la colonne Logerot, partie de Tunis, attaque Kairouan par le nord ; la colonne Étienne, partie de Sousse, attaque Kairouan par l'est.
Le signal de départ est donné le 17 octobre. Le 26 octobre, un émissaire venu de Kairouan apprend au général Étienne que les insurgés qui occupent la ville l'ont désertée après la mort de leur chef Ali Ben Amara. Le gouverneur a alors repris possession de la ville et attend l'armée française pour lui faire sa soumission. À 14 heures, les troupes du général Étienne investissent la kasbah et reçoivent les clés de la ville des mains du gouverneur. Ils sont bientôt rejoints par la colonne Logerot — le général Saussier marche avec elle — qui s'est surtout battue contre une nature difficile où les sources d'eau potable sont rares. Forgemol est le dernier à rejoindre Kairouan : ses soldats auront à faire face aux combats les plus durs car la région est parcourue par les insurgés qui refluent depuis le Nord, repoussés par les premières attaques des renforts français. Ils doivent aussi faire face aux attaques des combattants fraichiches dont ils traversent le territoire. Quand ils arrivent à Kairouan, ils déplorent sept tués et une trentaine de blessés.
Il ne reste plus à ces soldats qu'à repartir vers le Sud, à la poursuite de toutes ces tribus qui fuient, emmenant avec elles des milliers de têtes de bétail. Le 19 novembre, Gafsa est atteinte. Le gouverneur de la ville reçoit les Français au nom du bey. Jusqu'au 23 décembre, les hommes du général Logerot parcourent le Sud, recevant les soumissions des tribus et arrêtant celles qui tentent encore de rejoindre la Tripolitaine.

#### Exil en Tripolitaine
Dès les premiers revers militaires, ils sont plusieurs milliers de nomades à trouver refuge de l'autre côté de la frontière, en Tripolitaine sous domination ottomane. Après la fin des combats, en décembre 1881, entre 120 000 et 140 000 Tunisiens ont échappé aux troupes françaises. Ali Ben Khalifa et Ali Ben Ammar font partie des réfugiés.
Les premiers mois se passent dans l'espoir que l'Empire ottoman lance la reconquête de la régence de Tunis. Mais très vite, il faut se rendre à l'évidence : malgré les discours enflammés des autorités locales, Constantinople s'est résigné à la perte de sa province.
Les provisions qu'on a pu emmener en quittant la Tunisie sont vite épuisées et les villes tripolitaines envahies de mendiants à moitié morts de faim. Des bagarres éclatent avec les populations locales autour des points d'eau que se disputent les troupeaux. Certains aimeraient retourner chez eux mais craignent de passer pour des traîtres.
Dès juillet 1882, Ali Ben Ammar demande l'aman (pardon) à la France pour pouvoir rentrer chez lui, où ses biens sont razziés par ses anciens amis. Le 6 août, c'est le neveu d'Ali Ben Khalifa qui demande l'aman à son tour. En août, une amnistie générale est décrétée par Sadok Bey. Les retours s'accélèrent alors jusqu'à la fin de l'année. Il ne reste alors que quelques irréductibles parmi lesquels Ali Ben Khalifa qui meurt en Tripolitaine le 16 novembre 1884.

## Conséquences

### Victimes humaines du conflit
Les victimes tunisiennes n'ont jamais été recensées. À la lecture des rapports militaires, on peut les estimer à plusieurs milliers.
Le nombre de victimes françaises n'apparaît pas dans les rapports militaires. Paul d'Estournelles de Constant donne le chiffre de 782 morts, incluant les victimes des maladies sans citer ses sources. Un rapport estime à cinquante dont quatorze décès le nombre de victimes au combat lors de la première expédition.

### Réactions en Italie
C'est en Italie que les conséquences de l'instauration du protectorat seront les plus vives. Dès le 14 mai 1881, le gouvernement italien de Benedetto Cairoli est poussé à la démission par les parlementaires qui lui reprochent sa conduite des affaires en Tunisie. Le 31 décembre, le roi Humbert Ier d'Italie offre son alliance aux puissances centrales et, le 30 mai 1882, l'Italie signe avec l'Allemagne et l'Autriche-Hongrie le traité d'alliance commune connu sous le nom de Triplice.

### Réactions en France

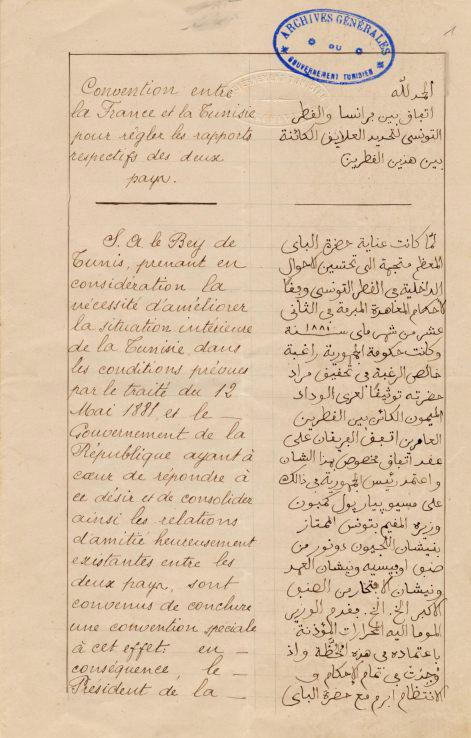
Première page des conventions de La Marsa.

La conquête de la Tunisie ravive les tensions entre Italiens et Français. Le 17 juin 1881, à Marseille, des Italiens sifflent les militaires de retour du corps expéditionnaire, ce qui déclenche une bagarre générale. Trois Français et un Italien trouvent la mort. Ce drame porte le nom de Vêpres marseillaises.
La conquête de la Tunisie marque également le début du mouvement anti-colonialiste en France, symbolisé par Paul Déroulède. Dans un pays encore traumatisé par la perte de l'Alsace-Lorraine à la suite de la guerre contre la Prusse, ce dernier résume le sentiment général par sa phrase restée fameuse : « J'avais deux filles, et vous m'offrez vingt domestiques ».

### Démission de Jules Ferry
Jules Ferry ne profite pas longtemps de cette victoire car les députés ne lui pardonnent pas de les avoir entraînés dans une guerre de conquête au lieu de l'expédition punitive annoncée. Le 9 novembre, il présente la démission de son gouvernement mais il revient au pouvoir le 31 janvier 1882, après le court intermède du gouvernement Gambetta.

### Mutation de Théodore Roustan
Une autre « victime » du conflit est Théodore Roustan. Dès le début de la campagne, le journal L'Intransigeant et son directeur Henri Rochefort se lancent dans une campagne hostile aux opérations, indiquant ainsi le 25 avril 1881 : « À quel idiot le ministère fera-t-il accroire que nous allons dépenser des millions et immobiliser en Tunisie des quarantaines de mille hommes dans l'unique but de châtier trois Kroumirs qui, de temps à autre, venaient voler à nos colons une vache de 90 francs ? ». En septembre, le journal tente de démontrer que le but de la conquête est purement financier, au profit des spéculateurs sur la dette tunisienne. Le gouvernement incite alors Théodore Roustan à porter plainte contre Rochefort pour diffamation. Le 15 décembre, ce dernier est acquitté. Déconsidéré par ce verdict qui sonne comme une condamnation, Roustan doit quitter Tunis. Il est nommé ministre plénipotentiaire à Washington le 18 février 1882.

### Ambiguïtés du traité du Bardo
Pour éviter l'hostilité des autres puissances européennes, les termes du traité du Bardo sont très limités, occupation militaire de quelques points de la régence et abandon de la souveraineté extérieure qui n'avait jamais formellement existé, la régence de Tunis dépendant de l'Empire ottoman. Le véritable acte fondateur du protectorat sont les conventions de La Marsa (8 juin 1883) qui édictent dans leur article premier : « Afin de faciliter au gouvernement français l'accomplissement de son protectorat, son altesse le bey de Tunis s'engage à procéder aux réformes administratives, judiciaires et financières que le gouvernement français jugera utiles ». Les nationalistes tunisiens utiliseront cette ambiguïté pour réclamer l'application unique du traité du Bardo, les conventions de La Marsa ayant détourné, selon eux, la finalité du protectorat. Cette astuce juridique leur permettra de se défendre face à la justice qui tente de les inculper pour remise en cause du protectorat, ce qui est interdit par les lois tunisiennes.